# Реінжиніринг бізнес-процесів

Business Process Reengineering Cycle

Реінжині́ринг бі́знес-проце́сів або реінжиніринг корпорації
на основі бізнес процесів — це загальноприйнятий нині революційний спосіб організаційної
перебудови.
Реінжиніринг є фундаментальним переосмисленням і радикальним перепроектуванням бізнес-процесів для досягнення вагомих покращень у таких ключових для сучасного бізнесу показниках результативності, як витрати, якість, рівень обслуговування та оперативність. Вважається, що це визначення, запропоноване М.Хаммером та Дж. Чампі, досить точно відображає сутність цього явища.

## Аспекти реінжинірингу

### Технологічний
З точки зору технологій даний процес означає: 
1. ефективніше використання наявних у фірмі матеріально-речових ресурсів
2. можливість застосування досконаліших засобів виробництва.

Очевидно, що тут мова не йде про революційні зміни у виробничих силах, хоча реінжиніринг може супроводжуватись і такими. Отже, весь революційний потенціал реінжинірингу варто пов'язувати не з технологічною стороною проблеми, що розглядається.

### Організаційний
Ймовірно, справа в організації, упорядкуванні елементів та зміні самої структурної одиниці фірми. Тут мова йде про перехід від технологічних структурних одиниць до економічних на основі бізнес-процесів. Трансформація самої одиниці веде до зміни способу впорядкування одиниць, а саме: здійснюється перехід від ієрархованої бюрократичної організації до плоских, горизонтальних, мережевих та інших структур, у яких закладені і інші принципи узгодження та зв'язку частин (елементів) в ціле (комплекси).
Саме такі революційні зміни й визначають кардинальний, радикальний характер змін в компанії й стрибок у загальній ефективності її функціонування.

### Економічний
Економічний аспект реінжинірингу полягає в тому, що в результаті заходів такого роду з'являються ефективні компанії, що мають конкурентні переваги не в силу ефектів від масштабу й різноманітності діяльності. Наявна певна статистична інформація, що підтверджує цей тезис. Серед компаній, які досягли успіху у впровадженні реінжинірингу, неможливо знайти такі, що отримали ефект від масштабу й різноманітності діяльності як конкурентних переваг, що забезпечили їм комфортне положення на ринку.
Відповідно, відбувається підрив монополістичної влади на ринках, і в кінцевому результаті вони можуть стати більш конкурентними, а розподіл суспільних ресурсів — більш ефективним.
Реінжиніринг — це своєрідний феномен, що увібрав у себе як принципово нові положення й підходи, так і добре знайомі, старі. До останніх належить кооперація (об'єднання) діяльності і її розподіл, роздроблення.
Говорячи про реінжиніринг, ми з одного боку, розділяємо єдину діяльність фірми як економічного суб'єкта на визначені частини (бізнес-процеси), а потім з'єднуємо їх в нове ціле, яке й забезпечує кардинальне, докорінне покращення ситуації.

## Принципи реінжинірингу
Принципи реінженірингу бізнес-процесів (Business Process Reengineering Principles) — принципи РБП є основою для досягнення значного покращення результативності бізнесу. Ці принципи включають:
1. Топ-менеджмент повинен підтримувати і залучати до реінженірингу з метою усунення бар'єрів і сприяння успіху.
2. Культура організації повинна бути сприймаючою, «відкритою» для цілей та принципів реінжинірингу.
3. Основні вдосконалення та фінансові результати досягаються шляхом фокусування на бізнесі з позицій процесів, а не функцій.
4. Процеси для реінжинірингу повинні відбиратися на основі чіткого розуміння потреб споживача, очікуваних результатів і потенціалу успіху.
5. Власники процесів повинні управляти реінжиніринговими проектами спільно з крос-функціональними командами, дотримуватись відповідних границь процесу, фокусуватись на потребах споживачів і забезпечувати своєчасність впровадження.